# Hysen Hoxha
Hysen Hodża (ur. 1861 w Gjirokastër, zm. 1934 tamże) – albański polityk i ateista, burmistrz Gjirokastër, wujek Envera Hodży

## Życiorys
Hyseh Hodża urodził się w Gjirokastër, gdzie jego ojciec był zwolennikiem Ligi Prizreńskiej. Studiował teologię w Stambule Hoxha był odopwiedzialny za uruchomienie pierwszej szkoły w języku albańskim w jego regionie nazwanej „Liria”, a w czasie narodzin jego bratanka Envera Hodży w 1908 r. przewodniczył komitetowi odrodzenia narodowego w prowincji. Założył również zespół folklorystyczny. W listopadzie 1912 r. pełnił funkcję delegata z Gjirokastry na spotkaniu we Wlorze z okazji Deklaracji Niepodległości Albanii.
Jego wpływ na wczesne życie jego bratanka Envera Hodży był odczuwalny, ponieważ ojciec Envera był emigrantem ekonomicznym za granicą w Stanach Zjednoczonych.